# يوسف مداح
يوسف مداح كان شاعرًا تركيًا من الأناضول في أوائل القرن الرابع عشر. يُعتبر من اوائل مؤلفي الأدب الأذربيجاني، ولعب شعره دورًا مهمًا في تطوير اللغة الأدبية الأذربيجانية.  وعلى الرغم من قلة ما هو معروف عن حياته، فمن المقدر أنه عاش في بداية القرن الرابع عشر. كان مداح متعلمًا جيدًا ويتحدث اللغة الأذربيجانية والعربية والفارسية بطلاقة.
أشهر أعمال مِداح هو ورقة وجلشة، والذي يتألف من حوالي 1700 بيت شعري مكتوبة على وزن من بحر العروض، وهو نوع من الشعر يستخدم علم العروض الكمي، ويستند إلى حكاية شعبية عربية . إن بعض الأعمال الأخرى الجديرة بالملاحظة ليوسف مداح هم:
- غزواتنامه
- دستان إبليس الملعون
- قصة يوسف
- مقتل حسين
- خاموشنامه

## الشِعر
كان مداح يتقن اللغة الأذربيجانية بقوة. كان مطلعاً على أدب دواوين عصره، وأثرى قصائده بالأبيات والأحاديث والأمثال والحكم. كان مداح على دراية بالعروض العربية وأدرج الأمثال والتعبيرات الشعبية في أعماله، والتي شملت أيضًا الفنون الأدبية.
أشهر أعمال الشاعر هي ورقة وجلشة ، والتي تتكون من حوالي 1700 بيت شعري مكتوبة على شكل عروض. بدأ العمل في عامي 1342-1343 في سيواس، وهو مبني على حكاية شعبية عربية، كتبت في النوع الملحمي الغنائي.[بحاجة لمصدر] وهو أول تقديم للحكاية الشعبية في أدب اللغات التركية. يحكي العمل قصة الحب المأساوية بين ورقة وجلشة، ابن وابنة شقيقين كانا زعيمين لقبيلة بني شيبة. على الرغم من حبهما لبعضهما البعض، إلا أن حوادث مختلفة تمنعهما من الزواج. في النهاية، تتزوج جلشة من ملك محلي. بعد أن أُخبر ورقة كذبًا أن جلشة قد ماتت، وعليه فأقدم ورقة على الانتحار. وعند زيارة قبر ورقة، أنهت جلشة حياتها أيضًا. تنقسم القصيدة إلى ستة أجزاء، كل جزء يسمى مجالس وتحتوي على اثني عشر غزلًا يغنيها الأبطال لبعضهم البعض. أدرج مداح الأشكال المكتوبة والمنطوقة من الأدب الشعبي في كتاباته في نهاية كل مجالس. لغة العمل بسيطة جدًا وتحتوي على العديد من التكرارات. يعتقد الباحث التركي أورهان أيتوغ تولو أن مِداح كتب القصيدة "كما لو كان يروي قصة في اجتماع عام". وتتشارك الكاتبة جريس مارتن سميث أيضًا في وجهة نظر مماثلة، حيث تقول إن العمل "مناسب بشكل مثالي ليكون جزءًا من ذخيرة راوي القصص الأناضولي المتجول". يعتبر سميث هذا العمل "أول قصيدة سردية رومانسية تركية أناضولية"، والتي، مثل جميع الأعمال التركية الأخرى في ذلك الوقت، لها تأثير فارسي قوي.
ولمداح العديد من الأعمال الأخرى الجديرة بالملاحظة. واحدة منها هي خاموشنامه، وهي مثنوية أذربيجانية (قصيدة مكتوبة في أبيات مقفاة) تستخدم نفس البحر الشعري مثل ورقة وجلشة. يبلغ طول الكتاب تسعة ونصف صفحة، ويحكي حكايات الخليفة علي، ابن عم وصهر النبي الإسلامي النبي محمد. هناك عمل آخر وهو باند نامه وهو مثنوية مختصر يتألف من ثلاثة عشر سطرًا فقط. وهو يقدم رسالة ملهمة نحو السلوك الصالح وهو مليء بالمفاهيم الروحية والصوفية. يعتقد الباحث إلياس كايوكاي أن باند نامه ليس عملًا منفصلًا، بل هو جزء من خاموشنامه. في عام 2018، تم الكشف عن أن العمل الذي كان يُعتقد أنه يعود إلى دارير من أرضروم، وهو شاعر تركي أناضولي آخر، ينتمي إلى مداح بعد اكتشاف نسخة جديدة من العمل في المكتبة الوطنية الجزائرية. العمل، المعنون بـقصة يوسف، هو مثنوية تحكي حياة يوسف وقصة يوسف وزليخة.
تشمل الأعمال الأخرى دستان إبليس الملعون، وهو مثنوي أذربيجاني تُرجم من عمل عربي مع العديد من الإضافات من مداح، ويتكون من 240 بيتًا شعريًا. ومن الأعمال الأخرى مقتل الحسين، وهو مثنوي أذربيجاني يروي معركة كربلاء، وهي معركة عسكرية وقعت في عام 680 ميلادية بين جيش ضخم من الخليفة الأموي الثاني يزيد الأول وجيش لا يتجاوز المئة شخص بقيادة الحسين بن علي، حفيد النبي محمد. يتألف العمل من ما يقرب من 3000 بيت شعري، وهو مترجم من عمل يحمل نفس الاسم لأبي مخنف، وهو مؤرخ في العصر الأموي من القرن الرابع عشر. وقد تم تأليفه في آب 1362، ومثل ورقة وجلشة، فإنه يستخدم شكل المجالس. كما أدرج مداح العديد من الأقوال الشعبية وعناصر الأدب الشفهي في العمل، بالإضافة إلى العديد من الإشارات إلى الآيات القرآنية. ومع ذلك، وفقًا لعالم التركيات الإيطالي أليسيو بومباتشي وعالم التركيات الفرنسي إيرين ميليكوف [الإنجليزية]، فإن هذا العمل يُنسب في الواقع إلى شادّي ميداح، وهو كاتب من كاستامونو. خاموشنامه هو مثتوي فارسي كتب في عام 1300 في أرزينجان، هو عمل آخر يُنسب أحيانًا إلى يوسف مداح.

## الإرث
لعبت أشعار مداح دورًا في تشكيل اللغة الأدبية الأذربيجانية، ويُعتبر شخصية رئيسة في التطور المبكر للأدب الأذربيجاني. عاش وكتب في وقت كانت فيه منطقة شرق الأناضول مركزًا للأدب الأذربيجاني، وكانت مساهماته كبيرة في تأسيس المنطقة على هذا النحو.

### ملحوظات
1. ↑  قد يُكتب فرقة وجلشة[4] أو ورقا وجلشة[3]

### الاستشهادات
1. ↑  Eren H. Yûsuf-i Meddâh, Yûsufî, Şâzî  // Türk Edebiyatı İsimler Sözlüğü. — Ahmet Yesevi University, 2014. نسخة محفوظة 2025-04-27 على موقع واي باك مشين.
2. ↑  Smith 1976، صفحة Preface.
3. 1 2 3  Aksoy 2013.
4. ↑  Ağayeva 2021، صفحة 478.
5. ↑  
Aksoy 2013
Eren 2014.
6. 1 2  Tolu 2021، صفحة 601.
7. 1 2  Smith 1976، صفحة 7.
8. ↑  Smith 1976، صفحة 20.
9. ↑  Smith 1976، صفحة 5.
10. ↑  Kayaokay 2022، صفحة 29.
11. 1 2  Kayaokay 2022، صفحات 27–28.
12. ↑  
Aksoy 2013
Eren 2014
Ağayeva 2021.
13. ↑  Ağayeva 2021، صفحة 481.
14. ↑  Smith 1976، صفحة 6.
15. ↑  
Aksoy 2013
Eren 2014
Ağayeva 2021
Smith 1976.
16. ↑  Mustafayev 2013، صفحة 335.
17. ↑  Babayev 2008، صفحة 115.
18. ↑  Mustafayev 2013، صفحة 337.